# Ferdinand Albert al II-lea, Duce de Brunswick-Lüneburg
Ferdinand Albert (germană Ferdinand Albrecht; 29 mai 1680 – 2 septembrie 1735), Duce de Brunswick-Lüneburg, a fost ofițer al armatei Sfântului Imperiu German. A fost prinț de Brunswick-Wolfenbüttel.

## Biografie
Ferdinand Albert a fost al patrulea fiu al lui Ferdinand Albert I, Duce de Brunswick-Lüneburg și a soției acestuia, Christine de Hesse-Eschwege.
Ferdinand Albert a luptat de partea împăratului Leopold I în Războiul Succesiunii Spaniole. În 1704 el a devenit aghiotant al împăratului, în 1707 general maior iar în 1711 mareșal. În timpul războiului austro-turc din 1716-18 el a luptat sub comanda Prințului Eugen de Savoia participând la bătăliile de la Belgrad și Petrovaradin. În 1733 a devenit Generalfeldmarschall.
După decesul vărului său Louis Rudolph în martie 1735, Ferdinand Albert a moștenit principatul Wolfenbüttel și a demisionat din armată. A murit șase luni mai târziu, la vârsta de 55 de ani.

### Căsătorie

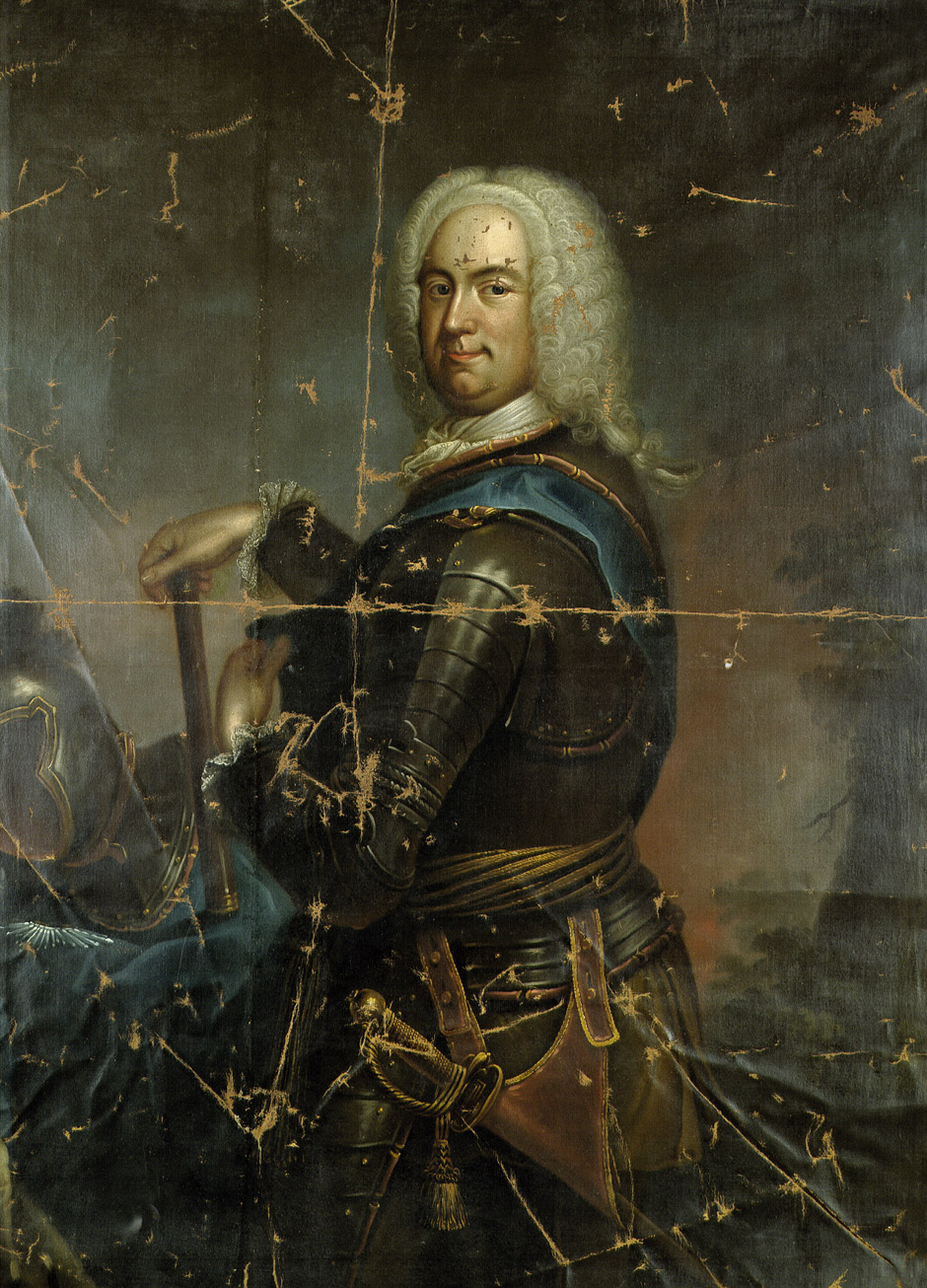

La 15 octombrie 1712, Ferdinand Albert s-a căsătorit cu Antoinette Amalie (1696–1762), fiica cea mică a vărului său primar Louis Rudolph, Duce de Brunswick-Lüneburg și a soției acestuia, Prințesa Christine Louise de Oettingen-Oettingen. Cuplul a avut 14 copii:
- Karl I, Duce de Brunswick-Wolfenbüttel (1713–1780), căsătorit în 1733 cu Prințesa Philippine Charlotte de Prusia, au avut copii.
- Ducele Anton Ulrich de Brunswick (1714–1774), căsătorit în 1739 cu Marea Ducesă Anna Leopoldovna a Rusiei, au avut copii.
- Elisabeth Christine de Brunswick-Wolfenbüttel (1715–1797), căsătorită în 1733 cu viitorul rege Frederic al II-lea al Prusiei (Frederic cel Mare), fără copii.
- Ducele Ludwig Ernest de Brunswick-Lüneburg (1718–1788), necăsătorit
- August (1719–1720)
- Ducele Ferdinand de Brunswick-Wolfenbüttel (1721–1792), necăsătorit.
- Ducesa Luise de Brunswick-Wolfenbüttel (1722–1780), căsătorită în 1742 cu Prințul Augustus Wilhelm al Prusiei, au avut copii
- Sofia Antonia de Brunswick-Wolfenbüttel (1724–1802), căsătorită cu Ernest Frederic, Duce de Saxa-Coburg-Saalfeld, au avut copii
- Albrecht de Brunswick-Wolfenbüttel (1725–1745), necăsătorit
- Charlotte de Brunswick-Wolfenbüttel (1725–1766), necăsătorită
- Therese de Brunswick-Wolfenbüttel (1728–1778), necăsătorită
- Juliana Maria de Brunswick-Wolfenbüttel (1729–1796), căsătorită cu Frederic al V-lea al Danemarcei, au avut copii.
- Friedrich Wilhelm (1731–1732)
- Friedrich Franz e Brunswick-Wolfenbüttel (1732–1758), necăsătorit

1. ↑  Czech National Authority Database, accesat în 15 februarie 2024